# .270 Weatherby Magnum

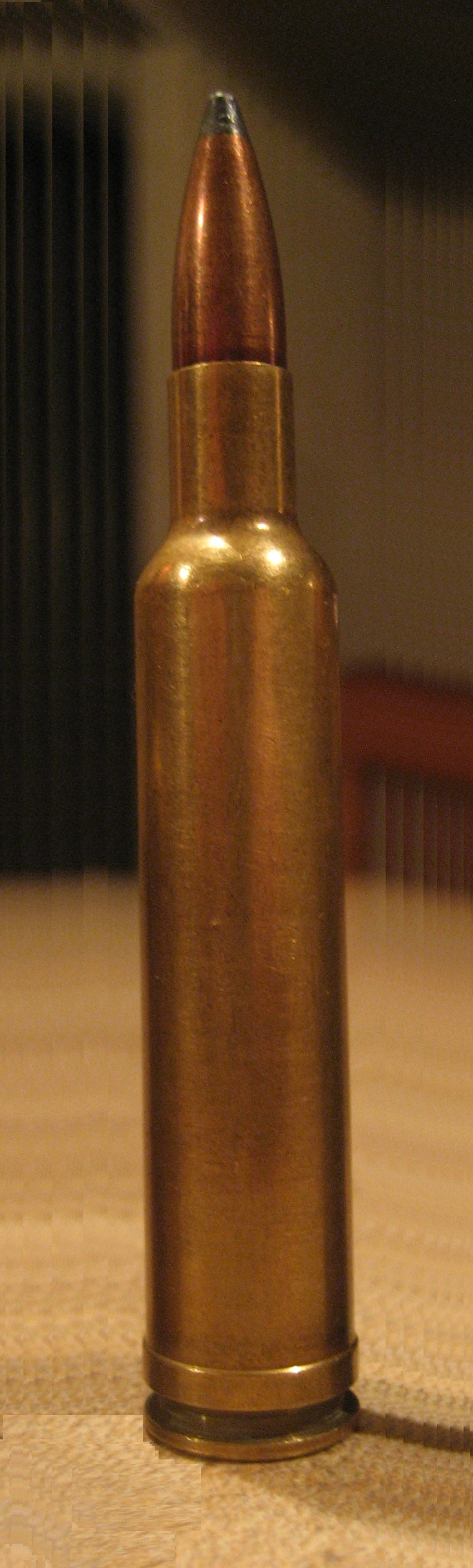
O .270 Weatherby Magnum

O .270 Weatherby Magnum foi o primeiro cartucho magnum cinturado em forma de "garrafa" baseado no .300 H&H Magnum a ser desenvolvido por Roy Weatherby em 1943. O cartucho é curto o suficiente para funcionar em mecanismos de ação longos de comprimento padrão com um comprimento de estojo de 2,549" ou 64,74 mm e um comprimento total de cerca de 3,295". Tem ombros de raio duplo característicos e "pescoço" reduzido para acomodar balas do calibre .277". Como a maioria dos cartuchos Weatherby, o .270 Weatherby foi padronizado pelo Sporting Arms and Ammunition Manufacturers' Institute em 1994 e tem um limite máximo de pressão SAAMI de 62.500 psi. O primeiro cartucho Weatherby a ser usado na África foi o .270 Weatherby em um chacal em 8 de junho de 1948.